# Хоста (Сочи)
Хо́ста (абх. Ҳәаҧсҭа — «кабанье ущелье», адыг. Хъопс — «кабанья река») — курорт в муниципальном образовании город-курорт Сочи Краснодарского края. Административный центр Хостинского района Большого Сочи.

Памятник Ленину в Хосте

Городские кварталы Хосты расположены по обоим берегам реки Хоста, у её впадения в Чёрное море в бухте Хоста (Тихая), у мыса Видного. Действует железнодорожная станция Хоста на линии «Туапсе—Адлер».

## История
В XII веке здесь находилась генуэзская торговая фактория Касто (Casto).
В конце XV века Северное Причерноморье было уступлено генуэзцами Османской Империи, установившей свое господство в этом регионе почти на четыре века.
С XV века поселение под названием Хамыш известно историкам. Существует документ турецкого путешественника, где он описывает путь с группой путешественников вдоль черноморского побережья «в крае лесистом с высокими горами», где через три дня пути встретили село Хамыш с населением, где было десять тысяч «храбрых мужчин». Аборигены имели буйный характер, отчего пристань их не посещалась торговцами. Однако базар и мечеть в селе имелись.
Поселение известно со средневековья как владение убыхских князей из рода Хамыш.
Хоста встречается в документах Кавказской войны. В русских донесениях Хостой именовали реку, а поселение черкесов в устье реки Хосты – Хамыш.
После выселения коренного населения местности после завершения Кавказской войны, местность начали заселять переселенцы из центральных губерний Российской империи, а также греки и армяне бежавшие из Османской империи. 
19 января 1899 года Государственный Совет принял решение придать поселению Хоста статус города с упрощённым управлением. Приустьевая равнина реки Хоста была разделена на 175 городских, 60 ремесленных и 50 дачных участков.
С 28 декабря 1905 по 6 января 1906 года, в Хосте развевалось красное знамя Сочинской республики.
10 августа 1934 года Президиумом ВЦИК Сочинскому горсовету из состава Сочинского района был переподчинён Хостинский поселковый совет (курортный посёлок Хоста), а в 1951 году он как курортный посёлок был упразднён и 18 апреля 1951 года вместе с прилегающими населёнными пунктами преобразован в Хостинский район в составе города Сочи в границах между рек Кудепста и Агура.

## Население
Ныне в микрорайоне Хоста насчитывается более 20 тысяч жителей. Ежегодно приезжают на отдых и лечение свыше 120 тысяч человек.

## Достопримечательности
- Хостинская крепость
- Тисо-самшитовая роща
- Сероводородная водолечебница
- Навалишинское ущелье (Сочи)
- Музей истории Хостинского района
- Православная церковь Преображения Господня.

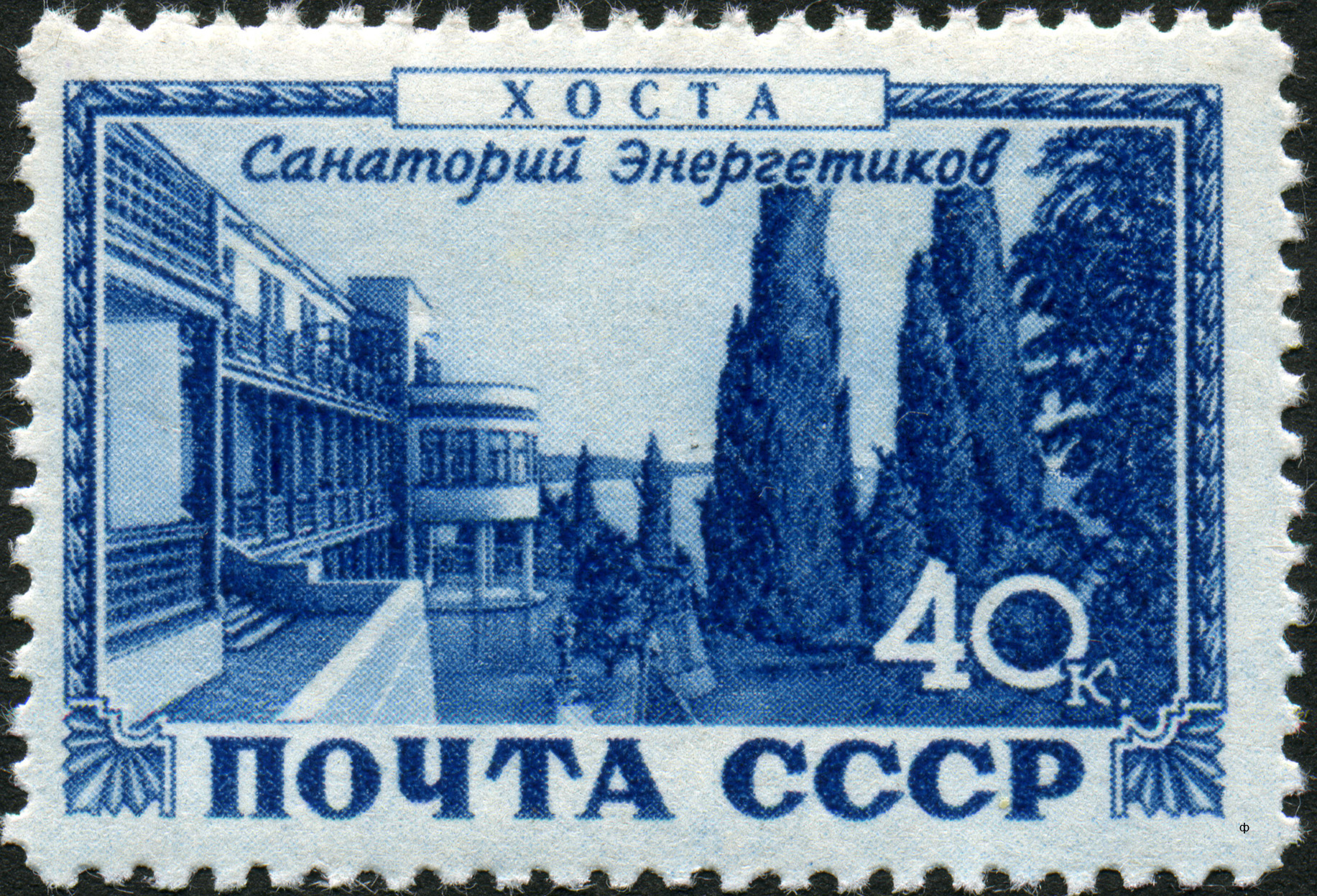
Почтовая марка СССР, 1949 год
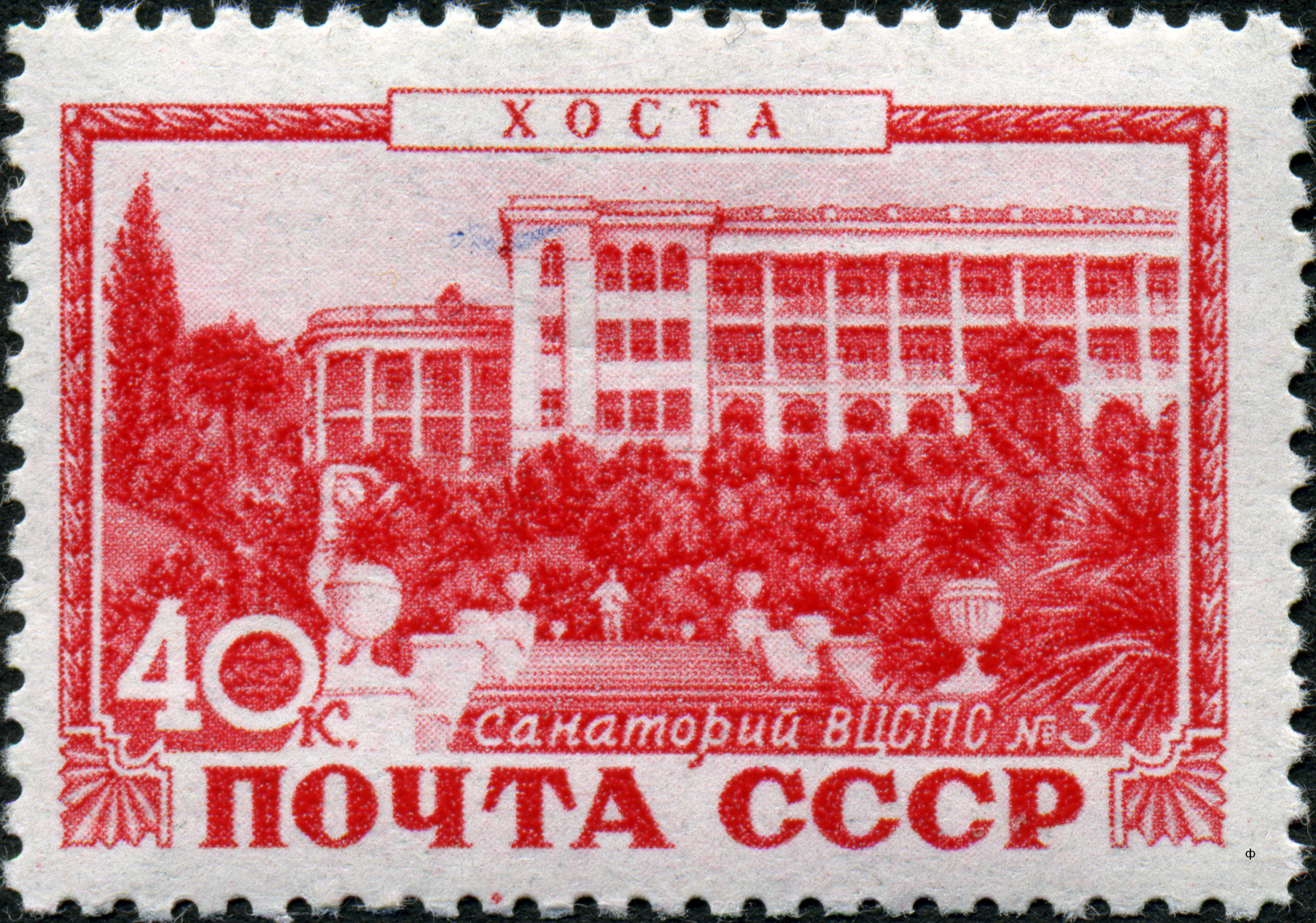
Почтовая марка СССР, 1949 год
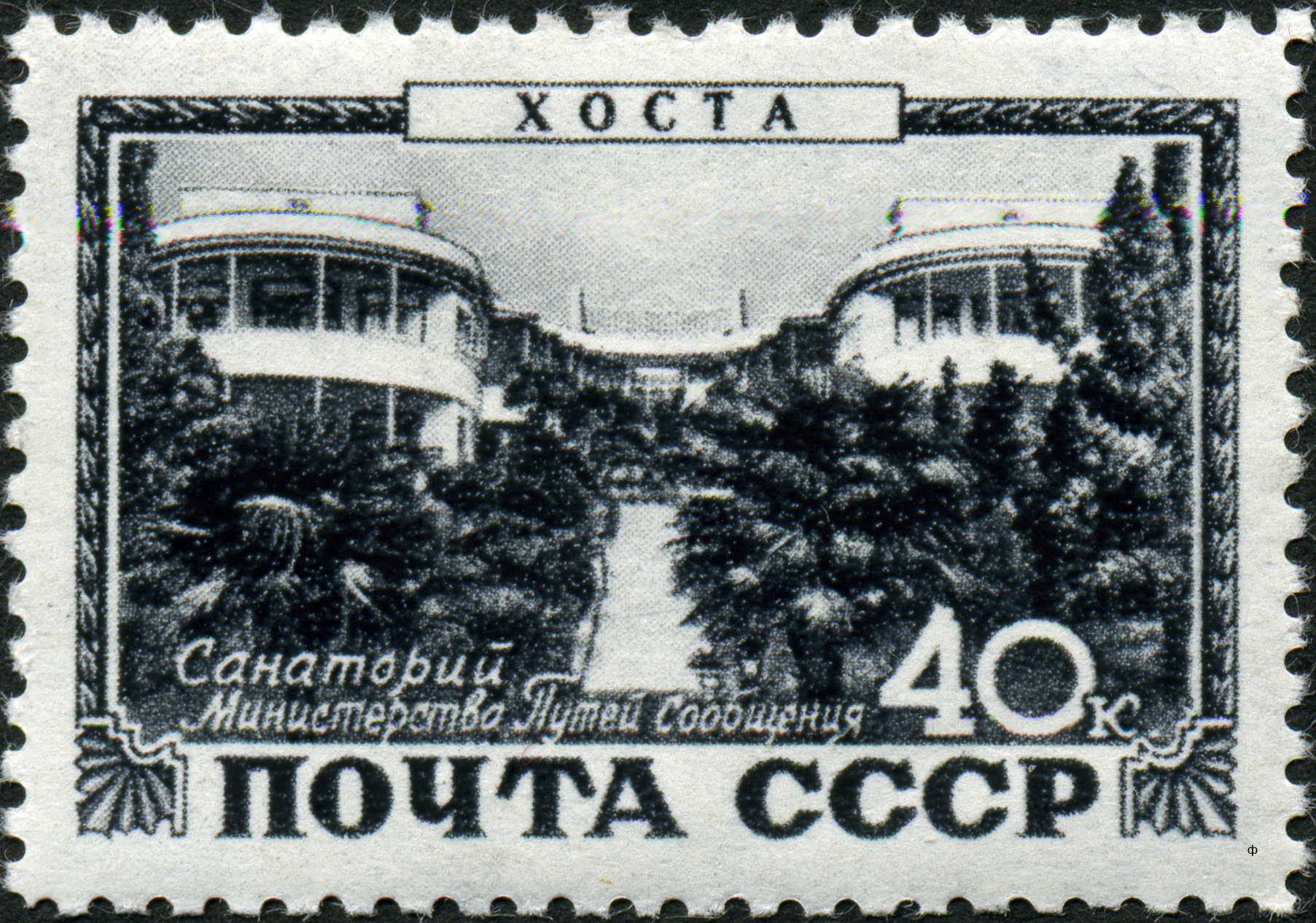
Почтовая марка СССР, 1949 год